# Svedala kommunhus

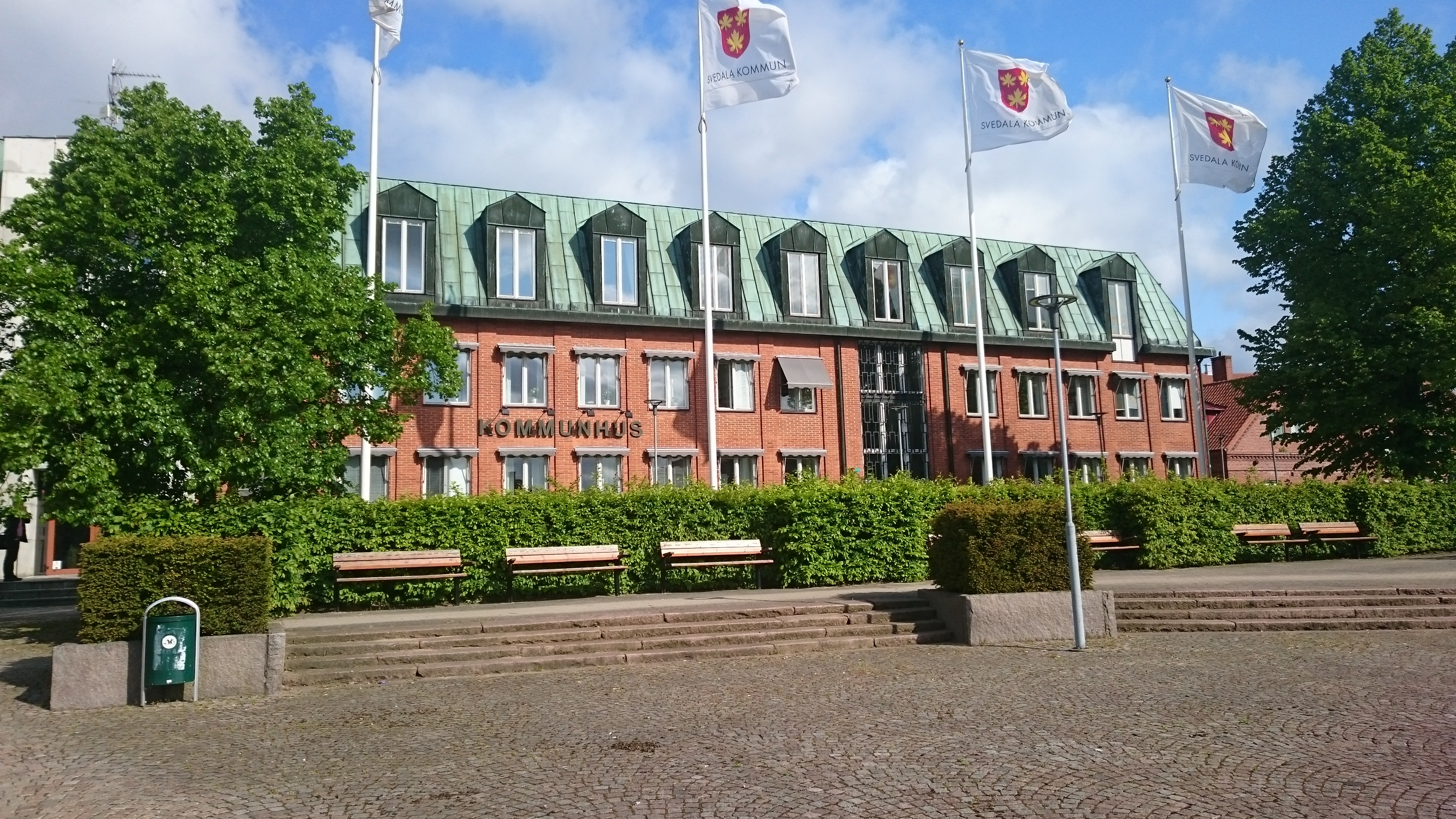
En bild av framsida, entré, Svedala kommunhus 2015

Svedala kommunhus är belägen i Svedala i Svedala kommun och kom till efter en arkitekttävling år 1956 där arkitekten Adrian Langendal, som var uppvuxen i Svedala, vann. Svedala kommunhus konstruktion var tidtypisk för början av 60-talet. Kostnaden uppgick till 3,8 Mkr, vilket var mycket på den tiden. Till yttertaket använde man koppar som var dyrare än plåt. Huset blev så dyrt att många av tjänstemännen som flyttade in fick använda sig av begagnade möbler.  Det var Svedala försökstegelbruk som tillverkade teglet och det var svårt att få teglet att räcka till.  Invigningen 1964 förrättades av landshövding Gösta Netzen
Invändigt är kommunhuset rikt utrustat med konst. Den kända konstnären är Einar Forseth utförde en stor oljemålning som föreställer kända författare och litterära figurer. Samma konstnär fick även smycka kommunhusets utsida med glasmosaiken "Arbetet och fritiden". Inne i kommunhuset finns även verk av till exempel Oscar Reutersvärd.